# سریم اکسالات
سریم اکسالات (به انگلیسی: Cerium oxalate) یک ترکیب شیمیایی با شناسه پاب‌کم ۸۷۶۲ است. شکل ظاهری این ترکیب، بلورهای سفید است.